# I sans point accent grave ogonek
À ne pas confondre avec Į̀.
Į́ (minuscule : ı̨́), appelé I sans point accent grave ogonek, est une lettre latine utilisée dans l’écriture du tlicho.
Il s’agit de la lettre I sans point diacritée d’un accent grave et d’un ogonek. Elle n’est pas à confondre avec le I accent grave ogonek ‹ Į̀, į̀ › qui a généralement une forme identique.

## Représentations informatiques
Le I sans point accent grave ogonek peut être représenté avec les caractères Unicode suivants
- composé et normalisé NFC (latin étendu – A, diacritiques, latin étendu additionnel) :

| formes    | représentations | chaînes de caractères | points de code       | descriptions                                                          |
| --------- | --------------- | --------------------- | -------------------- | --------------------------------------------------------------------- |
| capitale  | Į̀               | Į◌̀                    | U+012E U+0300        | lettre majuscule latine i ogonek diacritique accent grave             |
| minuscule | ı̨̀               | ı◌̨◌̀                   | U+0131 U+0328 U+0300 | lettre minuscule latine i diacritique ogonek diacritique accent grave |

- décomposé et normalisé NFD (latin de base, latin étendu – A, diacritiques) :

| formes    | représentations | chaînes de caractères | points de code       | descriptions                                                          |
| --------- | --------------- | --------------------- | -------------------- | --------------------------------------------------------------------- |
| capitale  | Į̀               | I◌̨◌̀                   | U+0049 U+0328 U+0300 | lettre majuscule latine i diacritique ogonek diacritique accent grave |
| minuscule | ı̨̀               | ı◌̨◌̀                   | U+0131 U+0328 U+0300 | lettre minuscule latine i diacritique ogonek diacritique accent grave |